# ローレンツ-ベルテロ則
ローレンツ-ベルテロ則（ローレンツ-ベルテロそく、英: Lorentz–Berthelot combining rules）は、レナード-ジョーンズ・ポテンシャルの異種粒子間パラメータを決定する計算則のひとつである。
分子間力ポテンシャルを決定する上で、同種粒子間 (アルゴン-アルゴン間、ネオン-ネオン間など) のパラメータを実験データにフィットするように決定し、異種粒子間 (アルゴン-ネオン間) をこの結合則により計算する。
大雑把に言えば、この結合則は現実をうまく表現できる。異種粒子間パラメータの数は組合せ的に増加するため、これを実験によらず簡便な計算によって求められることは分子シミュレーション上の当然の要請といえる。

## 概要
レナード-ジョーンズ・ポテンシャルの2つのパラメータ、衝突直径{\displaystyle \sigma }とポテンシャル深さ{\displaystyle \epsilon }について、粒子種iの同種粒子間パラメータを{\displaystyle \sigma _{ii}}と{\displaystyle \epsilon _{ii}}、粒子種jの同種粒子間パラメータを{\displaystyle \sigma _{jj}}と{\displaystyle \epsilon _{jj}}とあらわす時、粒子種iとjの異種粒子間パラメータを以下の式で計算する。

{\displaystyle {\begin{aligned}\sigma _{ij}&={\frac {\sigma _{ii}+\sigma _{jj}}{2}}\\\epsilon _{ij}&={\sqrt {\epsilon _{ii}\cdot \epsilon _{jj}}}\end{aligned}}}